# Буршье, Джон, 2-й барон Буршье
Джон Буршье (англ. John Bourchier; 1329, Толлшант, Эссекс, Королевство Англия — 21 мая 1400) — английский аристократ, 2-й барон Буршье с 1349 года, кавалер ордена Подвязки. Участвовал в Столетней войне (в частности, сражался в Бретани и при Пуатье), в походе Чёрного принца в Кастилию в 1367 году, в одном из крестовых походов Тевтонского ордена в 1390—1391 годах.

## Биография
Джон Буршье принадлежал к рыцарскому роду, известному с XIII века. Его предки владели землями в Эссексе, а его отец, Роберт Буршье, в 1342 году получил баронский титул. Джон был старшим из двух сыновей Роберта и его жены Маргарет Прейер; после него в этой семье родился Уильям — основатель графской ветви рода.
Джон родился 12 марта 1329 года в родовом поместье Толлшант в Эссексе. В 1346 году он впервые поступил на военную службу, которой посвятил всю свою довольно долгую жизнь. Буршье участвовал вместе с отцом в осаде Кале (1346—1347 годы). В 1349 году, после смерти отца, он унаследовал семейные владения и баронский титул, в 1353 году был посвящён в рыцари. В 1355 году сэр Джон участвовал в походе Чёрного принца в Лангедок, в 1356 году — в походе на север, к Луаре, и в битве при Пуатье. В 1357 году он был в составе армии, действовавшей в Нормандии и Бретани под началом Генри Гросмонта. В 1362—1365 годах Буршье участвовал в войне за бретонское наследство, поддерживая Жана V против Шарля де Блуа; он был одним из поручителей во время перемирия 1363 года, сопровождал Жана V в Пуатье к Чёрному принцу в том же году, сражался в решающей битве при Оре 29 сентября 1364 года, где Жан одержал окончательную победу.
В 1367 году сэр Джон сопровождал Чёрного принца в его походе в Кастилию, для возвращения короны Педро Жестокому. Буршье сражался при Нахере, где враг Педро, Энрике Трастамарский, был разгромлен. В 1370 году Джон участвовал во французском походе сэра Роберта Ноллиса в качестве лейтенанта; из-за его нежелания согласовывать свои действия с другими офицерами 4 декабря англичане были разбиты Бертраном Дюгекленом при Пон-Валлене. Сэр Джон попал в плен или в этом бою, или осенью 1371 года в стычке на границе Бретани и Пуату. Свободу он получил только в 1378 году ценой большого выкупа.
В последующие годы Буршье продолжал военную деятельность. В 1379 году он участвовал в разгроме французского флота у берегов Корнуолла, в 1380 был в составе армии Томаса Вудстока, безуспешно осаждавшей Нант, в 1385 году с отрядом в сто всадников и 300 лучников пришёл на помощь жителям Гента, воевавшим с Филиппом Храбрым, герцогом Бургундским. В 1386 году сэр Джон принял участие в походе Генри Хотспура на Булонь. Позже Буршье отправился вместе с Генри Болингброком, графом Дерби (будущим королём Англии Генрихом IV, в Прибалтику и присоединился к крестовому походу против Литвы, организованному Тевтонским орденом (1390—1391). По возвращении в Англию, в 1392 году сэр Джон стал кавалером ордена Подвязки.
Сэр Джон Буршье умер 21 мая 1400 года в одном из своих эссекских поместий.

## Семья
Джон Буршье был женат на Элизабет Коггешолл, дочери сэра Джона Коггешолла. В этом браке родился единственный сын — Бартоломью, 3-й барон Буршье.